# Taillé aux greubons
Le taillé aux greubons ou taillé aux grabons est une spécialité de pâtisserie salée typiquement vaudoise, mais également de Genève, de Neuchâtel et de Fribourg en Suisse. Le terme « greubons » désigne les résidus de la fonte du saindoux avec lesquels on fait le taillé.

## Description
La graisse de porc coupée en petits morceaux est fondue à feu doux et filtrée. Les greubons sont mélangés aux ingrédients de la pâte, qui est cuite à feu vif.
La cessation d'activité des derniers fondoirs de graisse de porc menace la production des greubons indispensables à la réalisation de cette spécialité.
Une variante sucrée existe. Elle est toutefois nettement plus rare et est totalement introuvable dans le commerce.
Dans le canton de Neuchâtel, le taillé aux greubons prend le nom de « rasure » ou « razure ».